# 栗橋車站
栗橋車站（日语：／ Kurihashi eki */?）是位於日本埼玉縣久喜市，屬於東日本旅客鐵道（JR東日本）與東武鐵道的鐵路車站。本站為轉乘站，JR東日本的東北本線與東武鐵道的日光線皆在本站停靠。但日光線除了急行、區間急行以外的優等列車並不停靠本站。東北本線停靠的列車系統有宇都宮線、上野站起迄系統、途經新宿站直通橫須賀線的湘南新宿線，以及途經上野站、東京站直通東海道線的上野東京線。

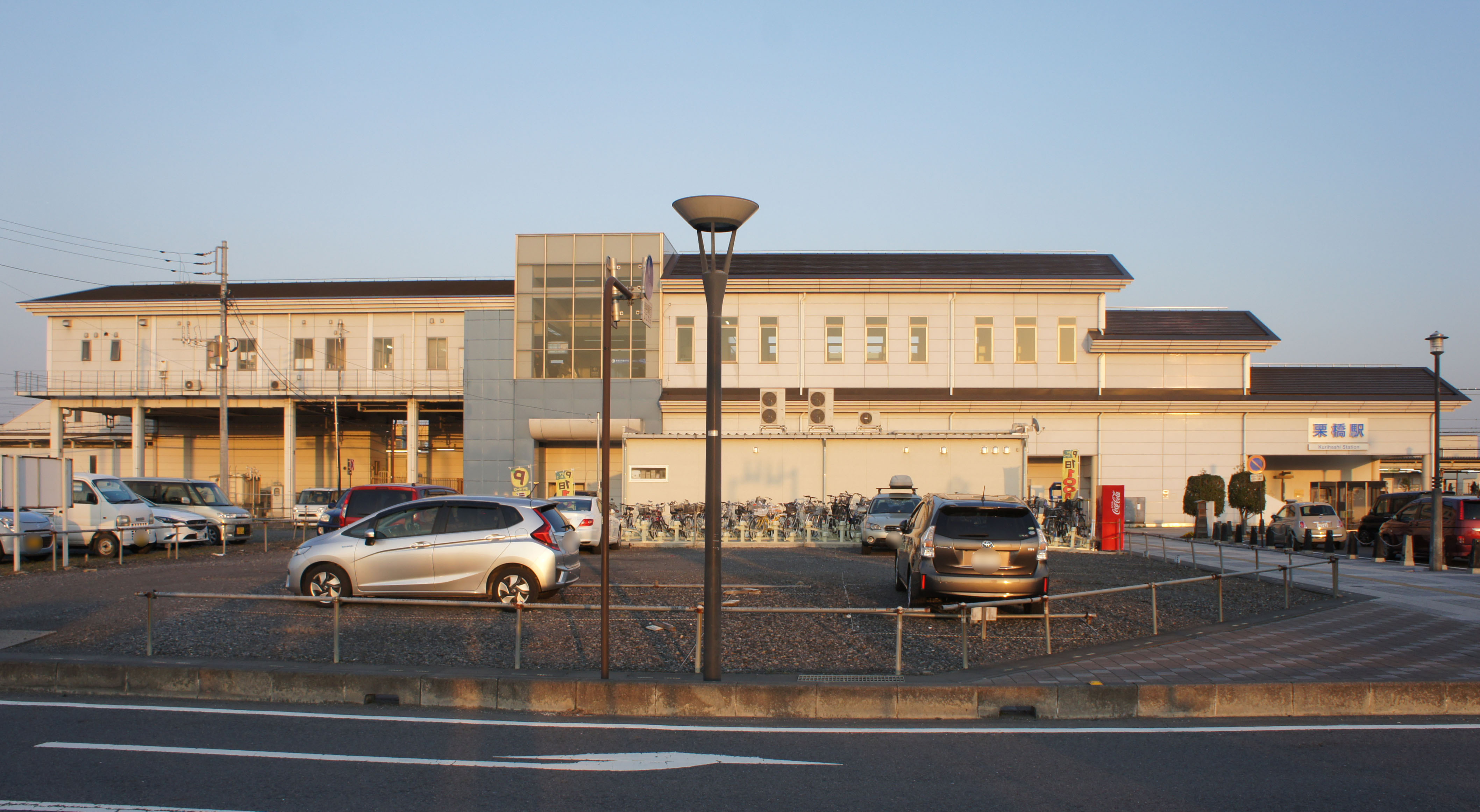
西口(2019年3月)

## 歷史
1900年（明治33年）作詞的「鐵道唱歌 第三集奧州、磐城篇」提到栗橋站如下：
5.中山道と打わかれ ゆくや蓮田の花ざかり 久喜栗橋の橋かけて わたるはこれぞ利根の川
6.末は銚子の海に入る 板東太郎の名も高し みよや白帆の絶間なく のぼればくだる賑わいを
- 1885年（明治18年）7月16日：日本鐵道（現東北本線）大宮站 - 宇都宮站間通車，同時開設本站。當時利根川尚未架橋，因此須利用鐵路渡輪過河。當時本站 - 古河站間的利根川畔設有中田臨時停車場。
- 1886年（明治19年）
  - 6月17日：本站 - 中田臨時站間架設利根川第一座鐵道橋梁利根川橋梁（日语：利根川橋梁 (東北本線)）。中田臨時站改為中田信號所。
  - 7月9日：明治天皇視察利根川橋梁[1]。為了紀念明治天皇行幸，東村（現加須市）青年團在1931年（昭和6年）11月設立「明治天皇行幸紀念碑」[2]。
- 1906年（明治39年）11月1日：日本鐵道國有化，本站成為鐵道院車站。
- 1908年（明治41年）11月10日：久喜 - 本站間複線化。
- 1909年（明治42年）10月12日：制定線路名稱，本站屬東北本線。
- 1922年（大正11年）4月1日：中田信號所改稱中田信號場。
- 1929年（昭和4年）4月1日：東武日光線車站開業。
- 1932年（昭和7年）5月1日：中田信號場廢止。
- 1950年（昭和26年）：車站遷移[3]。
- 1958年（昭和33年）4月14日：大宮 - 宇都宮間鐵路電氣化。
- 1987年（昭和62年）
  - 4月1日：國鐵分割民營化，原國鐵車站由東日本旅客鐵道（JR東日本）接收。
  - JR東日本新設的快速FAIRWAY停靠本站。
- 2000年（平成12年）12月10日：啟用跨站式站房，開設西口[4]。JR與東武站房、檢票口分離（之前由JR負責東武鐵道的售票業務）。本站是日本首座設置多功能無障礙廁所的鐵路車站。
- 2001年（平成13年）11月18日：JR東日本啟用IC卡「Suica」服務[広報 1]。
- 2004年（平成16年）12月19日：宇都宮線（上野站 - 古河站間）啟用ATOS。
- 2006年（平成18年）3月18日：改點。JR東日本與東武鐵道設置連絡線，直通特急「（SPACIA）日光、鬼怒川」開始運行。同時在本站實施運轉停車。另外，東武的準急更名為區間急行，班次大幅縮減。同時南栗橋站實施系統分割，往淺草站列車僅設白天新設的區間快速[5]。
- 2007年（平成19年）3月18日：東武鉄道啟用IC卡「PASMO」。
- 2009年（平成21年）11月29日：JR東日本快速FAIRWAY最終運行日。
- 2012年（平成24年）3月17日：東武鐵道導入車站編號TN 04。
- 2013年（平成25年）3月16日：東武改點，區間快速的快速運行範圍延伸至新大平下站，不停本站。區間急行僅剩1日1往返，也是唯一來往淺草站的班次[6]。
- 2017年（平成29年）4月21日：東武改點，南栗橋站成為該站以北的日光線起訖站，本站為新設的急行、區間急行停車站[7]。

## 車站結構
本站採跨站式站房設計，並設有自由通道連通兩側。JR東日本與東武鐵道的驗票口各自獨立。

### JR東日本
本站是由側式月台1面1線與島式月台1面2線組成，合計2面3線的地面車站。站內設有綠色窗口、Suica對應自動驗票閘門與指定席售票機。2016年2月21日起，始發至上午6時30分之間實施遠距服務（由久喜站站員操作）。

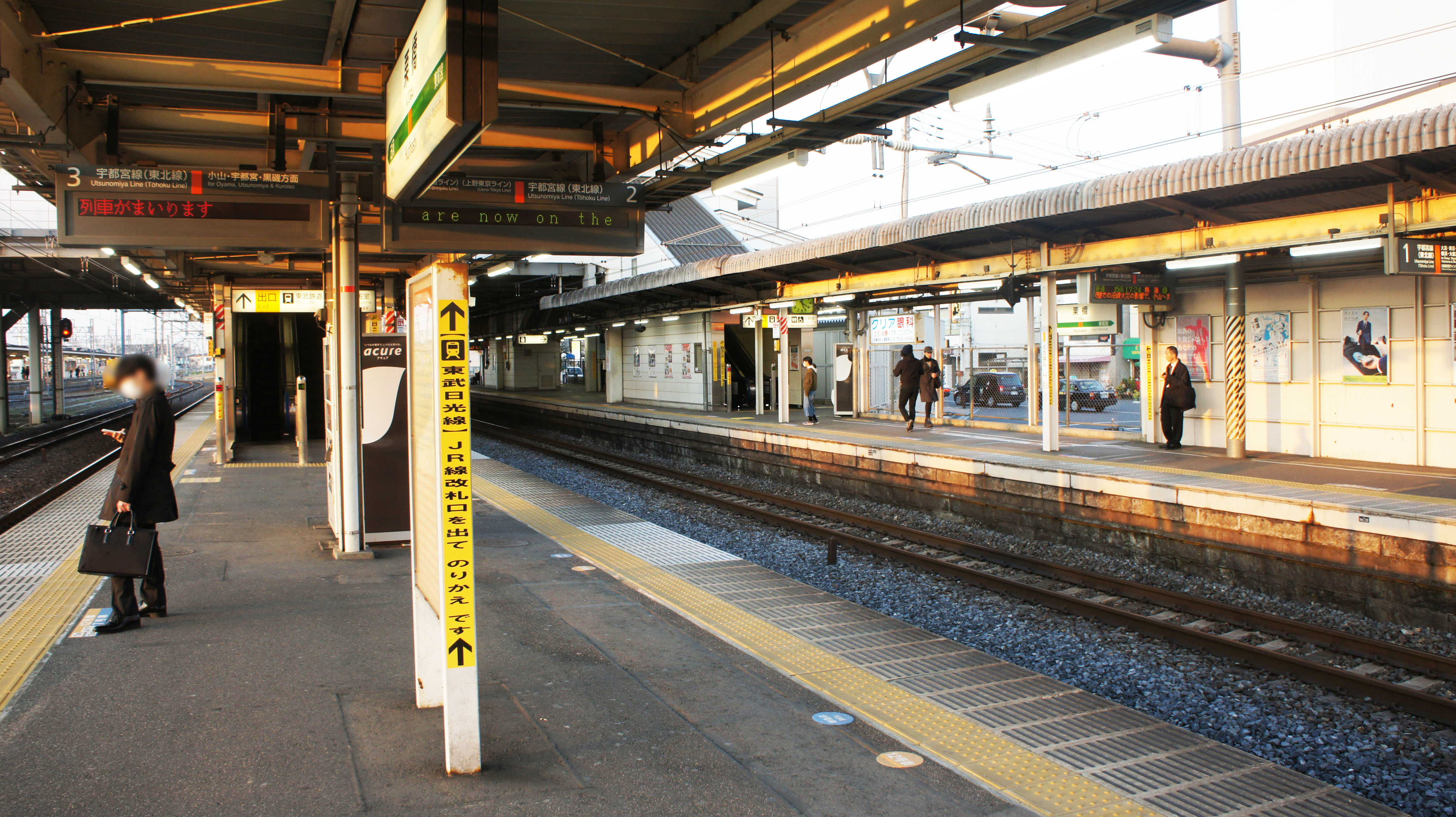
月台(2019年3月)

#### 月台配置
| 月台 | 路線                | 方向 | 目的地                                                            |
| ---- | ------------------- | ---- | ----------------------------------------------------------------- |
| 1    | ■宇都宮線（東北線） | 上行 | 大宮、東京、新宿、橫濱、大船方向 （包括■湘南新宿線、■上野東京線） |
| 2    | ■宇都宮線（東北線） | 上行 | 預留月台                                                          |
| 3    | ■宇都宮線（東北線） | 下行 | 小山、宇都宮、黑磯方向                                            |

（來源：JR東日本:車站構內圖 （页面存档备份，存于））
- 湘南新宿線列車直通橫須賀線。
- 2號線為待避線，2006年3月18日改點以後僅在誤點時使用。因此大廳將其標示為「臨時上行月台」。

### 東武鐵道
本站為島式月台1面2線地面車站。車站編號TN 04。站內設有對應於PASMO的自動閘機。

#### 月台配置
| 月台 | 路線   | 方向 | 目的地                                                           |
| ---- | ------ | ---- | ---------------------------------------------------------------- |
| 1    | 日光線 | 上行 | 南栗橋、東武動物公園、 東武晴空塔線 北千住、東京晴空塔、淺草方向 |
| 2    | 日光線 | 下行 | 新栃木、東武日光、 鬼怒川線 鬼怒川溫泉、 宇都宮線 東武宇都宮方向 |

- 上述路線名使用旅客資訊上的名稱（「東武晴空塔線」為愛稱）。
- 2013年3月16日改點，本站不再停靠區間快速[6]。2017年4月21日改點起，廢除本站往東武動物公園方向的直通列車[7]。因此本站要往返東武動物公園、東武晴空塔線、半藏門線、日比谷線方向須在南栗橋站同月台轉乘[7]。
- 2017年4月21日的改點廢除了快速、區間快速，並新設停靠本站的急行、區間急行[7]。

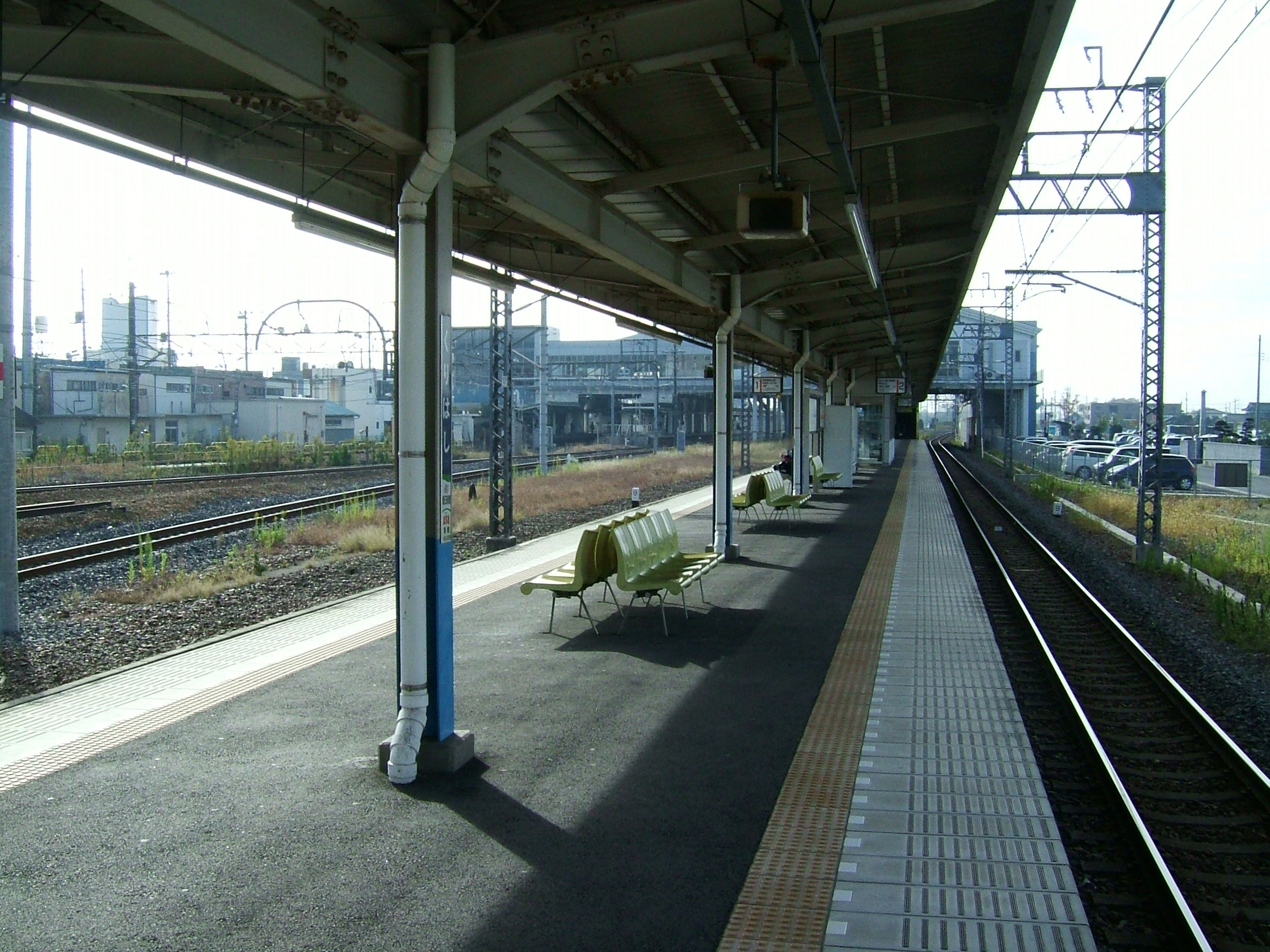
月台(2008年11月)
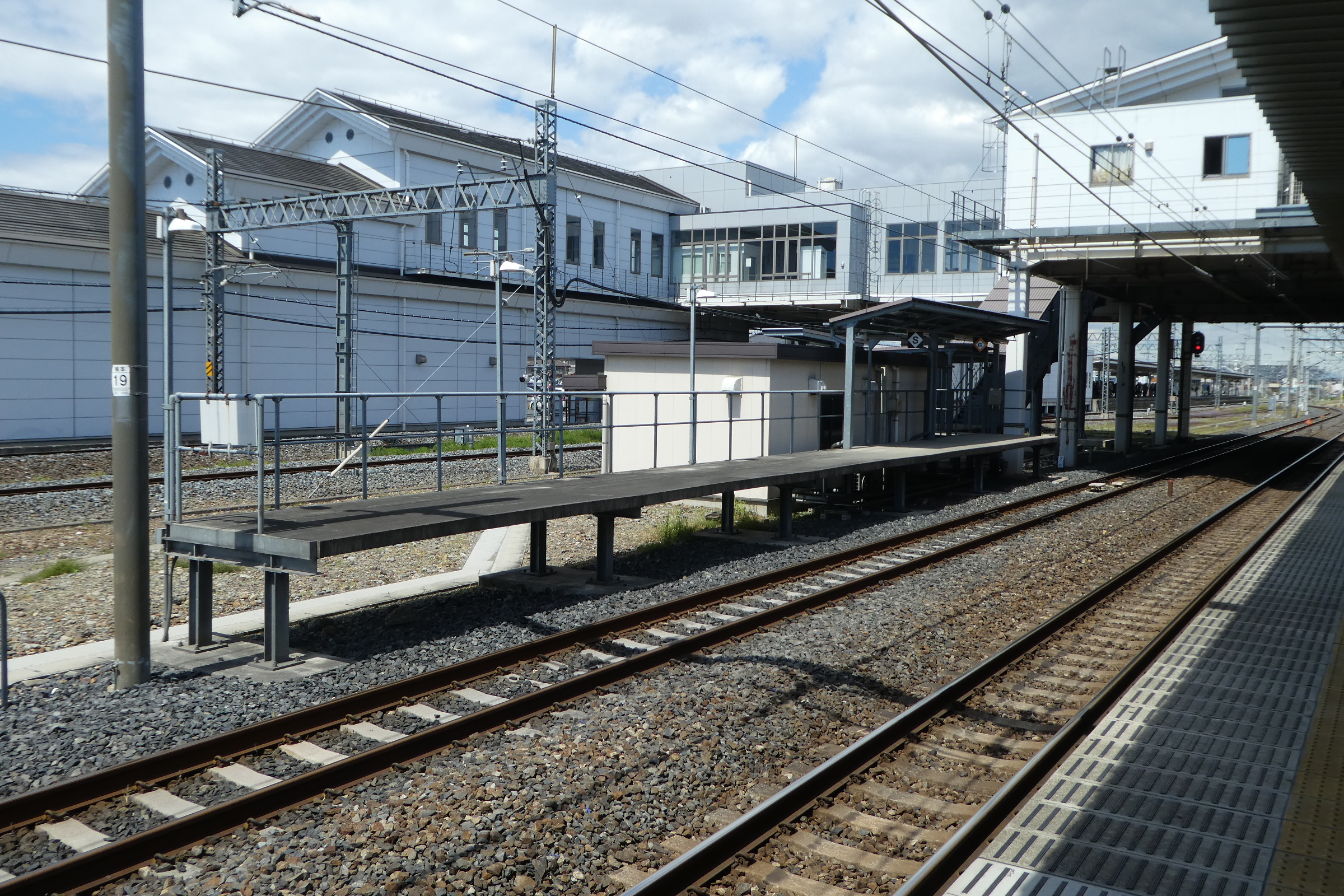
JR及東武車掌交接用平台(2019年4月)

## JR、東武連絡線與中性區
本站有JR東日本與東武鐵道的聯絡線。這是為了2006年3月18日起運行新宿 - 東武日光、鬼怒川溫泉間的特急列車「（SPACIA）日光、鬼怒川」所新設的線路。總工程費用約16億日圓。
連絡線設於兩公司土地交界處，也利用了東武側線用地。連絡線中間設有兩方乘務員換班用的平台與乘務員值班室。JR與東武直通特急僅在本站實施運轉停車，不提供載客或下客服務，因此沒有旅客月台。由於班次少，線路直接採用平面交會。
連絡線上的新古河側有長約80公尺的中性區。東北本線東京 - 黒磯區間以及東武日光線都是採用直流1,500伏特，但為了防止雙方電源接觸，列車會以滑行通過中性區（通過石車內照明與空調皆會停止）。中性區內的架線透過隔離開關連接東武側的饋電線，若列車因某種原因停在中性區，東武側可透過加壓推動列車。
2020年7月底前，東武鐵道新車是由熊谷貨物總站經秩父鐵道三尻線、秩父鐵道線、羽生站、東武動物公園站至南栗橋車輛管區。但是三尻線在2020年2月隨著石炭貨物列車廢止，僅剩車輛運輸作業至2020年9月底為止。由於缺乏未來訂單，加上設備惡化，三尻線將廢除部分區間。自三尻線線於2020年7月底廢止後，加上此聯絡線鄰近南栗橋車輛管區，故現時東武鐵道新車經此聯絡線運送至南栗橋車輛管區。

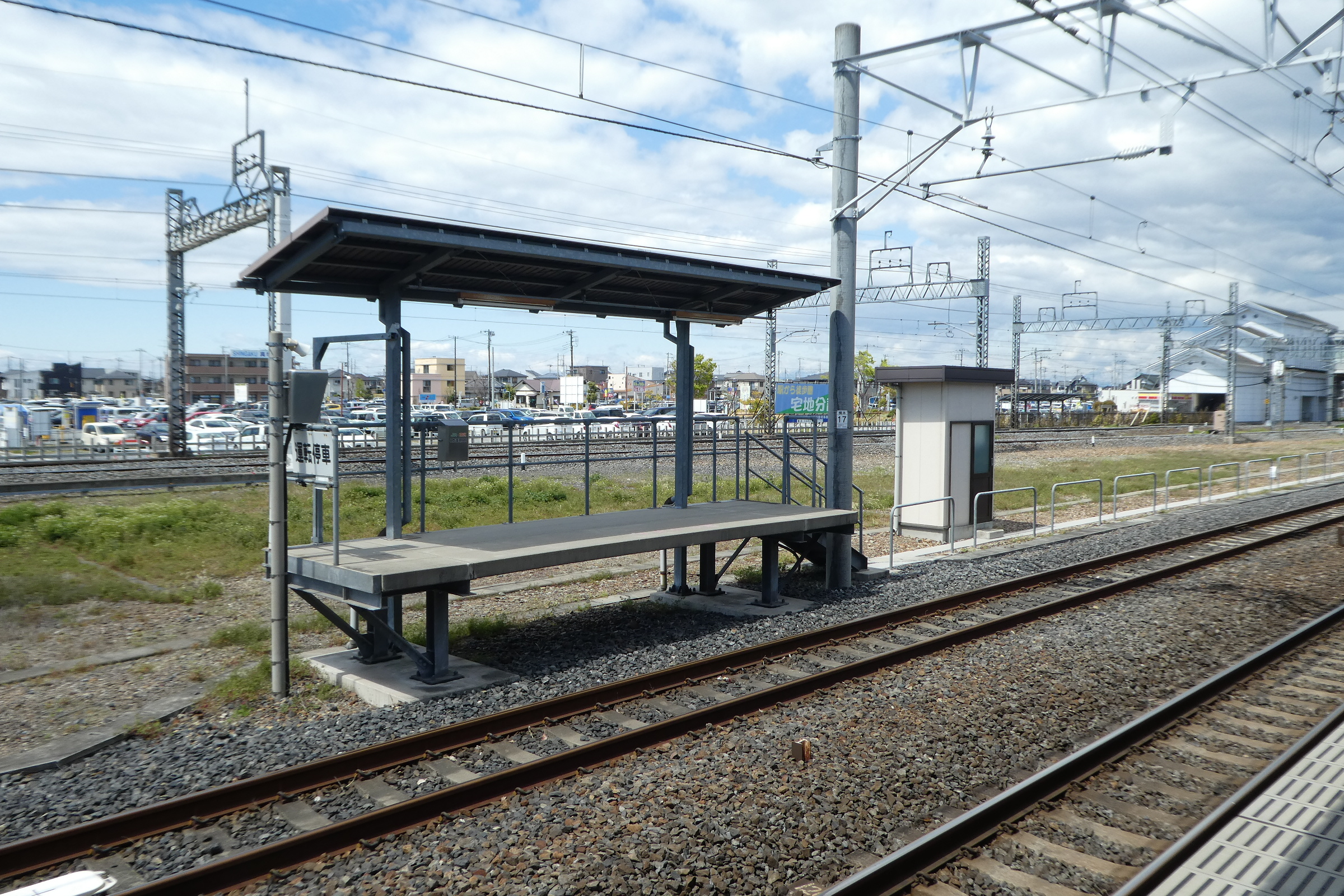
從東鷲宮方向拍攝的JR、東武乘務員換班用平台。（2019年4月）
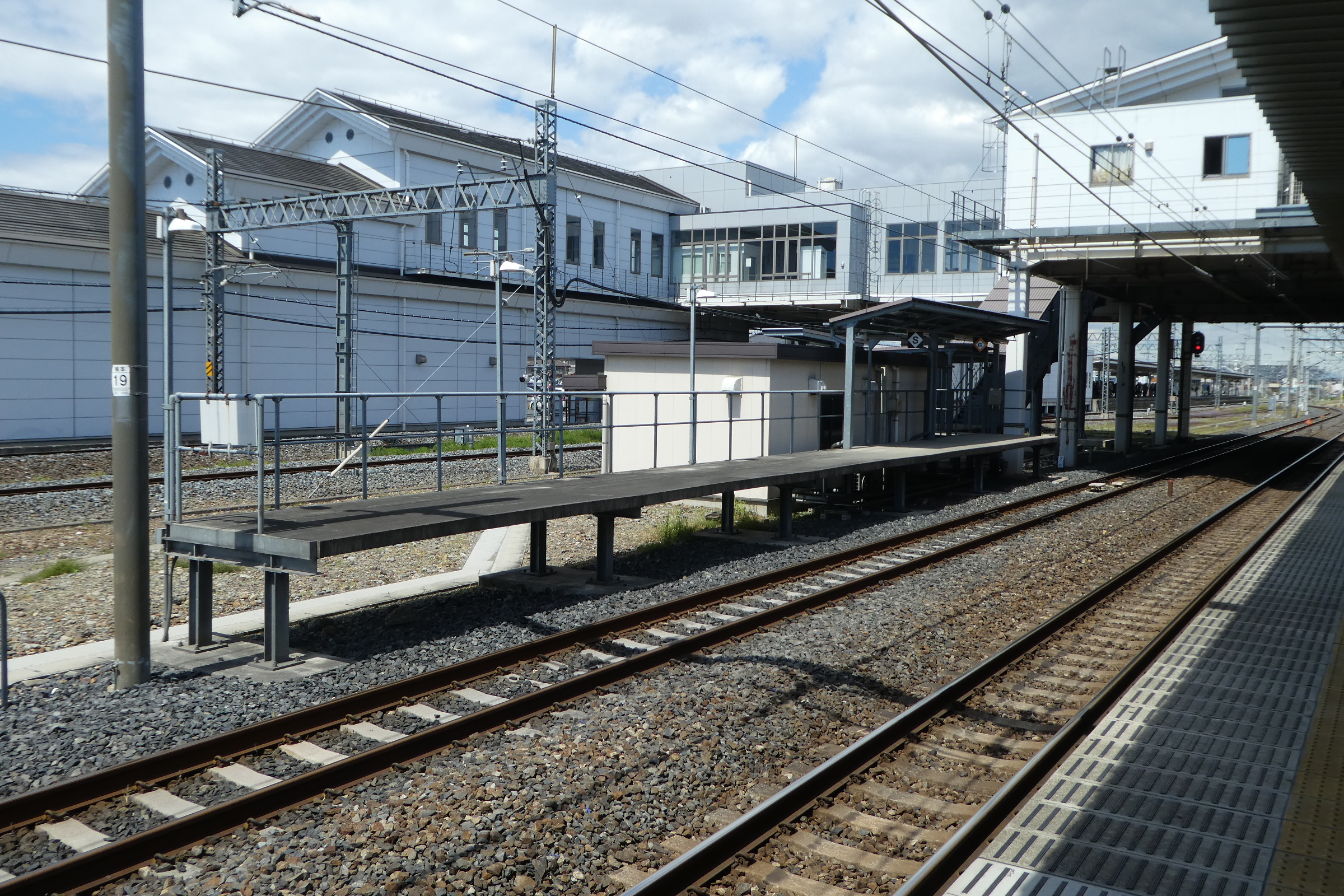
從新古河方向拍攝的JR、東武乘務員換班用平台。（2019年4月）
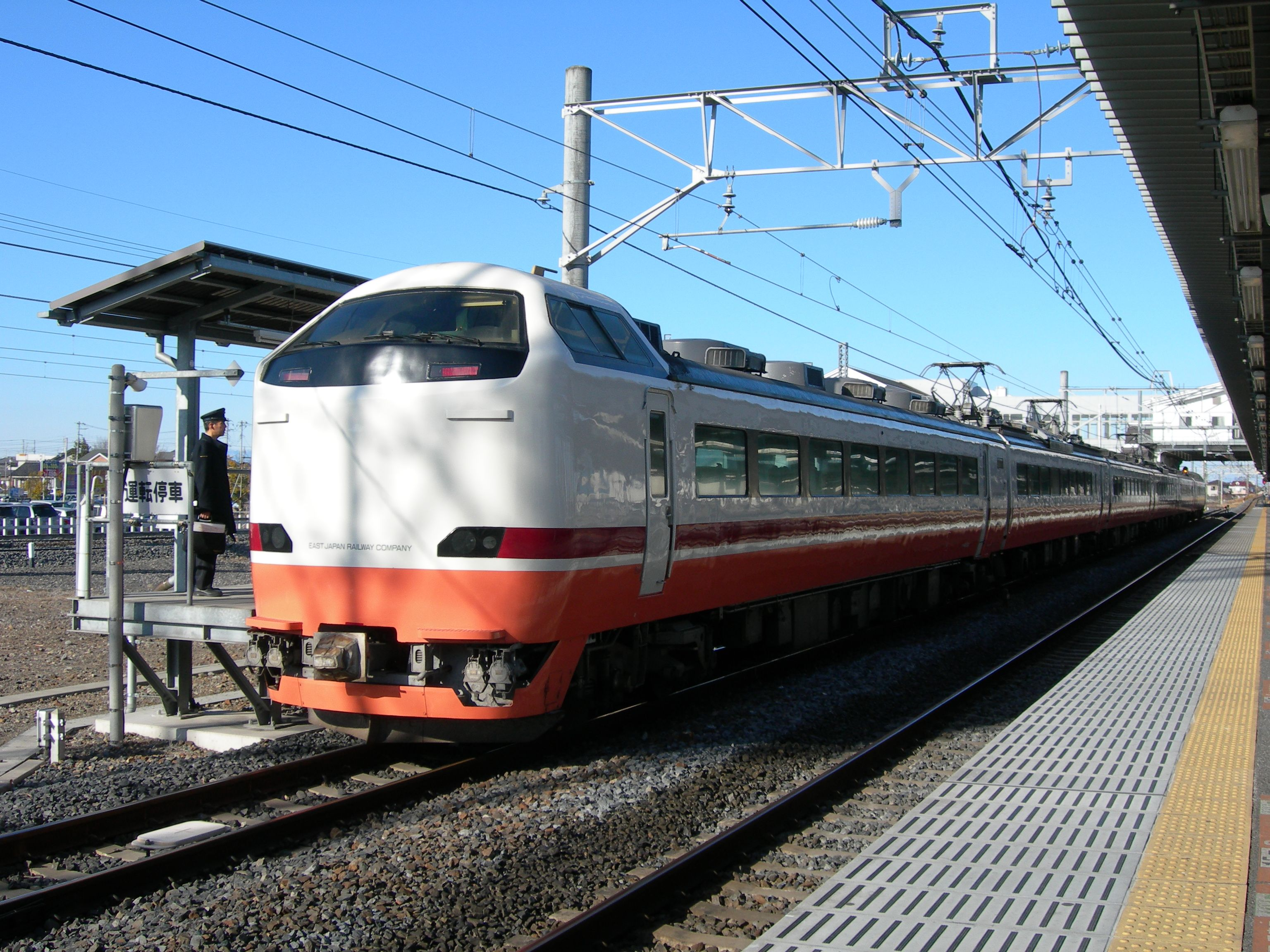
因乘務員換班在連絡線停車的485系。（2010年1月）
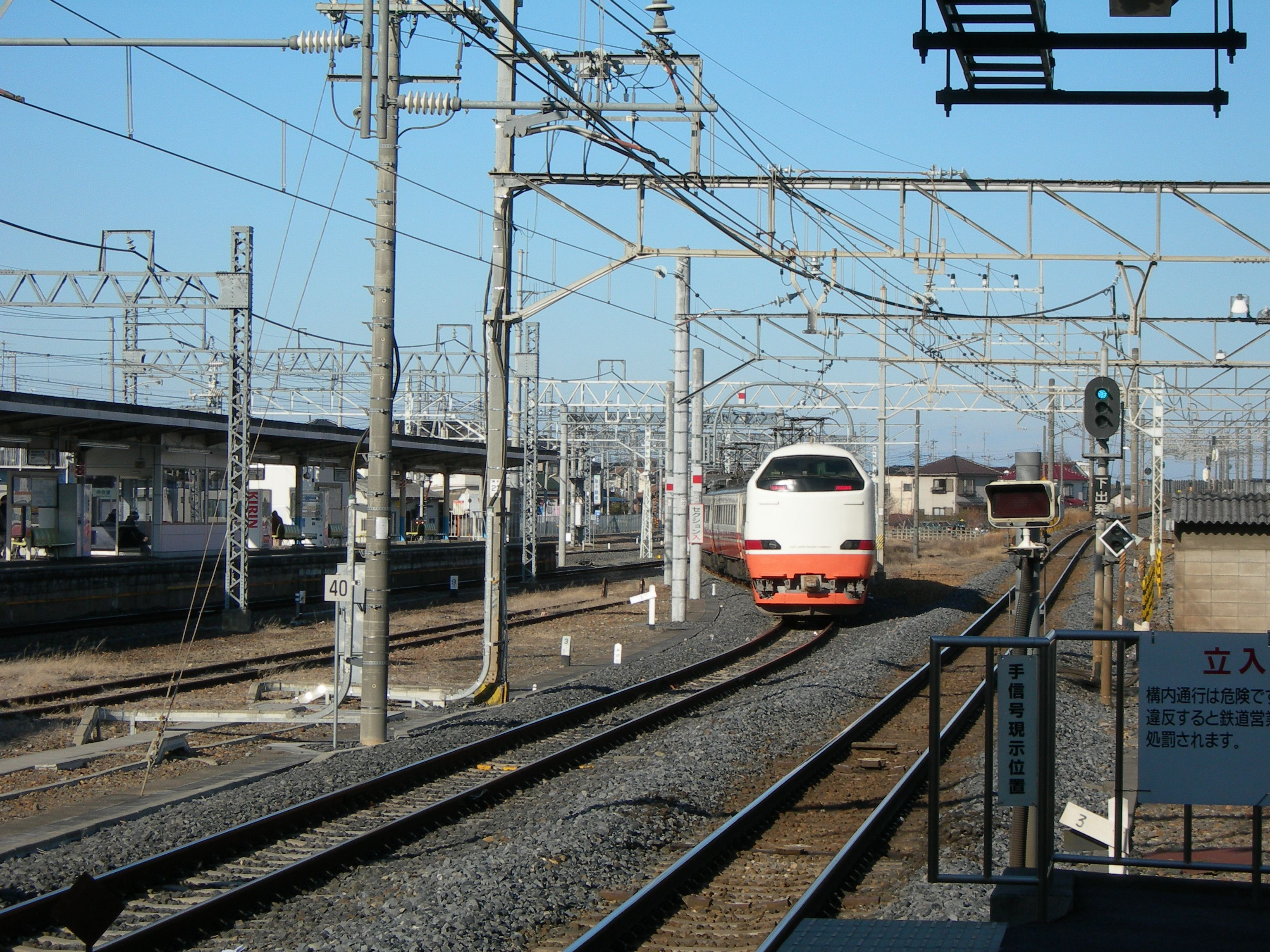
從連絡線進入東武線的485系、正以滑行通過中性區（2010年1月）
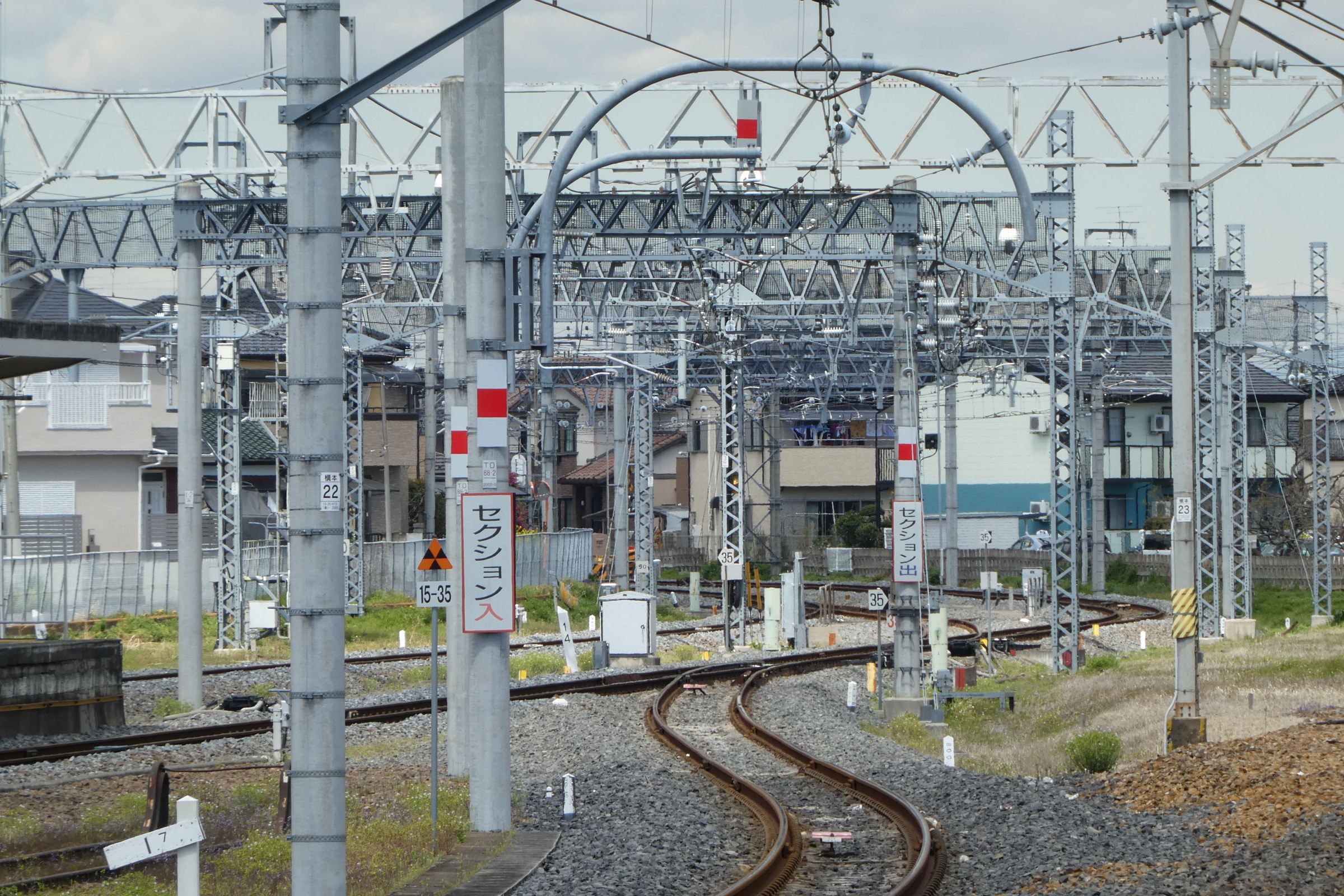
連絡線的中性區。（2019年4月）

## 使用情況
除了靠近市界的加須市舊大利根町，利根川對岸的古河市中田地域與權現堂川對岸的五霞町北部都屬於本站通勤圈。
- JR東日本 - 2019年度一日平均上車人次為12,297人[利用客数 1]。
- 東武鐵道 - 2018年度一日平均上下車人次為11,819人[利用客数 2]。
  - 在日光線車站中次於東武動物公園站、幸手站、杉戶高野台站、栃木站，排行第5位。

雖是轉乘站，但是JR優等列車不停本站，東武往都心方向的一般電車止於南栗橋站，因此本站轉乘客不多。

### 各年度1日平均上下車人次
近年1日平均上下車人次變化如下（JR除外）。
| 年度               | 東武鐵道           | 東武鐵道 |
| 年度               | 1日平均 上下車人次 | 增加率   |
| ------------------ | ------------------ | -------- |
| 1990年（平成02年） | 7,640              |          |
| 1991年（平成03年） | 8,091              | 5.9%     |
| 1992年（平成04年） | 8,748              | 8.1%     |
| 1993年（平成05年） | 9,073              | 3.7%     |
| 1994年（平成06年） | 9,822              | 8.3%     |
| 1995年（平成07年） | 9,944              | 1.2%     |
| 1996年（平成08年） | 10,099             | 1.6%     |
| 1997年（平成09年） | 10,155             | 0.6%     |
| 1998年（平成10年） | 10,087             | −0.7%    |
| 1999年（平成11年） | 9,963              | −1.2%    |
| 2000年（平成12年） | 10,413             | 4.5%     |
| 2001年（平成13年） | 10,944             | 5.0%     |
| 2002年（平成14年） | 10,511             | −4.0%    |
| 2003年（平成15年） | 10,384             | −1.2%    |
| 2004年（平成16年） | 10,254             | −1.3%    |
| 2005年（平成17年） | 10,092             | −1.6%    |
| 2006年（平成18年） | 11,060             | 9.6%     |
| 2007年（平成19年） | 11,371             | 2.8%     |
| 2008年（平成20年） | 11,429             | 0.5%     |
| 2009年（平成21年） | 10,880             | −4.8%    |
| 2010年（平成22年） | 10,868             | −0.1%    |
| 2011年（平成23年） | 10,773             | −0.9%    |
| 2012年（平成24年） | 11,180             | 3.8%     |
| 2013年（平成25年） | 11,106             | −0.7%    |
| 2014年（平成26年） | 10,944             | −1.5%    |
| 2015年（平成27年） | 10,972             | 0.3%     |
| 2016年（平成28年） | 11,118             | 1.3%     |
| 2017年（平成29年） | 11,831             | 6.4%     |
| 2018年（平成30年） | 11,819             | −0.1%    |
| 2019年（令和元年） | 11,628             | −1.6%    |

### 各年度1日平均上車人次
近年1日平均上車人次變化如下。
| 年度               | JR東日本 | 東武鐵道 | 來源              |
| ------------------ | -------- | -------- | ----------------- |
| 1990年（平成02年） | 10,611   | 3,625    |                   |
| 1991年（平成03年） | 11,156   | 3,844    |                   |
| 1992年（平成04年） | 11,677   | 4,179    |                   |
| 1993年（平成05年） | 12,101   | 4,347    |                   |
| 1994年（平成06年） | 12,317   | 4,723    |                   |
| 1995年（平成07年） | 12,332   | 4,840    |                   |
| 1996年（平成08年） | 12,387   | 4,893    |                   |
| 1997年（平成09年） | 12,241   | 4,941    |                   |
| 1998年（平成10年） | 12,140   | 4,881    |                   |
| 1999年（平成11年） | 12,014   | 4,799    | [ 埼玉県統計 1 ]  |
| 2000年（平成12年） | 11,965   | 5,126    | [ 埼玉県統計 2 ]  |
| 2001年（平成13年） | 12,451   | 5,470    | [ 埼玉県統計 3 ]  |
| 2002年（平成14年） | 12,426   | 5,277    | [ 埼玉県統計 4 ]  |
| 2003年（平成15年） | 12,347   | 5,234    | [ 埼玉県統計 5 ]  |
| 2004年（平成16年） | 12,307   | 5,175    | [ 埼玉県統計 6 ]  |
| 2005年（平成17年） | 12,396   | 5,099    | [ 埼玉県統計 7 ]  |
| 2006年（平成18年） | 13,008   | 5,599    | [ 埼玉県統計 8 ]  |
| 2007年（平成19年） | 13,044   | 5,689    | [ 埼玉県統計 9 ]  |
| 2008年（平成20年） | 12,873   | 5,714    | [ 埼玉県統計 10 ] |
| 2009年（平成21年） | 12,291   | 5,423    | [ 埼玉県統計 11 ] |
| 2010年（平成22年） | 11,988   | 5,425    | [ 埼玉県統計 12 ] |
| 2011年（平成23年） | 11,989   | 5,341    | [ 埼玉県統計 13 ] |
| 2012年（平成24年） | 12,107   | 5,539    | [ 埼玉県統計 14 ] |
| 2013年（平成25年） | 12,192   | 5,502    | [ 埼玉県統計 15 ] |
| 2014年（平成26年） | 11,843   | 5,411    | [ 埼玉県統計 16 ] |
| 2015年（平成27年） | 12,094   | 5,430    | [ 埼玉県統計 17 ] |
| 2016年（平成28年） | 12,150   | 5,436    | [ 埼玉県統計 18 ] |
| 2017年（平成29年） | 12,499   | 5,788    | [ 埼玉県統計 19 ] |
| 2018年（平成30年） | 12,538   | 5,798    | [ 埼玉県統計 20 ] |
| 2019年（令和元年） | 12,297   |          |                   |

## 車站周邊
本站位於久喜市舊栗橋町的市中心，是栗橋綜合支所的最近車站。附近有多間超市、超商、藥妝店等。近年開設的西口正在進行栗橋站西土地區劃整理事業（2022年結束），現在有許多以泊車轉乘為目的的收費停車場。

### 東口
日光街道、奧州街道的舊宿場町（栗橋宿），可見歷史悠久的建築物。也是舊栗橋町的市中心。
- 久喜市栗橋綜合支所
- 栗橋文化會館
- 栗橋B&G海洋中心（日语：ブルーシー・アンド・グリーンランド財団）
- 栗橋公民館
- 傳聞的靜御前之墓
- 久喜市立栗橋小學校
- 栗橋郵便局（日语：栗橋郵便局）
- Drugstore Seki（日语：セキ薬品）栗橋北店
- 國土交通省利根川上流河川事務所
- 國道4號利根川橋（日语：利根川橋 (国道4号)）
- Beisia（日语：ベイシア）栗橋店
- 埼玉里索那銀行栗橋支店
- 川口信用金庫（日语：川口信用金庫）栗橋支店
- Kusuri No Aoki（日语：クスリのアオキ）栗橋中央店
- 栗橋國際鄉村倶樂部

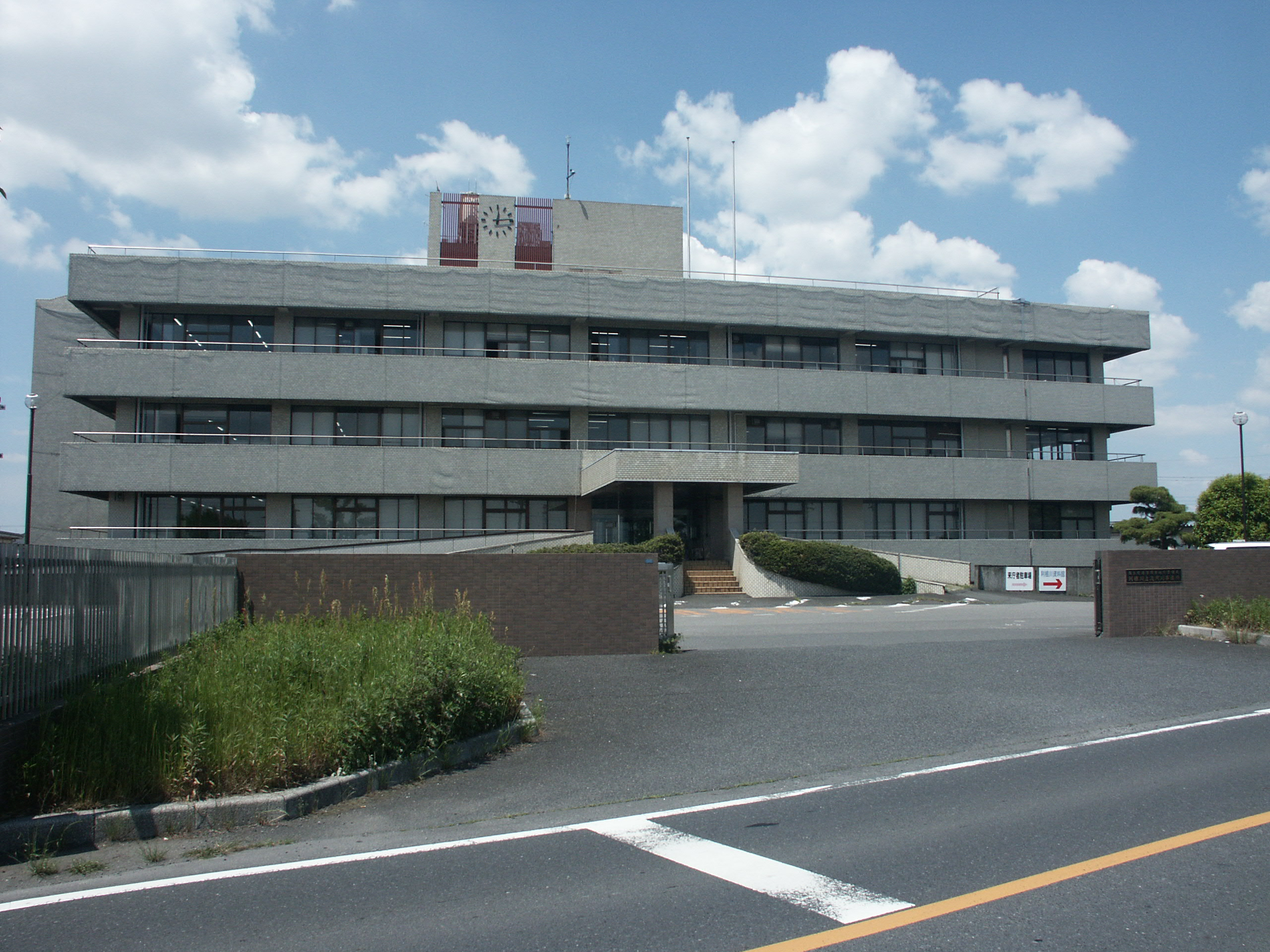
國土交通省利根川上流河川事務所
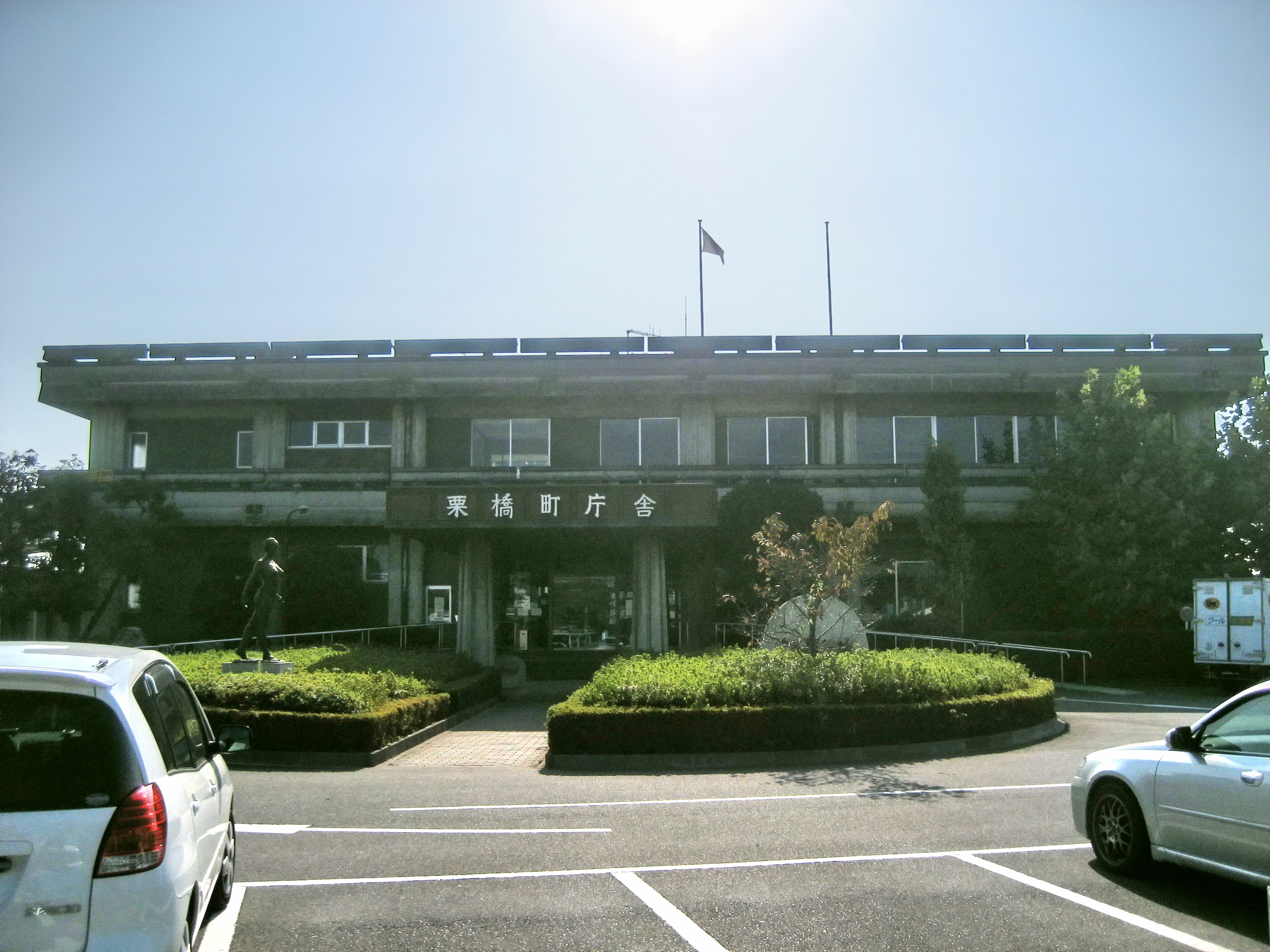
久喜市栗橋綜合支所

### 西口
西口開設後，目前正在進行土地區劃整理事業。往西900公尺便是加須市（舊大利根町）。
- 栗橋、大利根住民服務中心

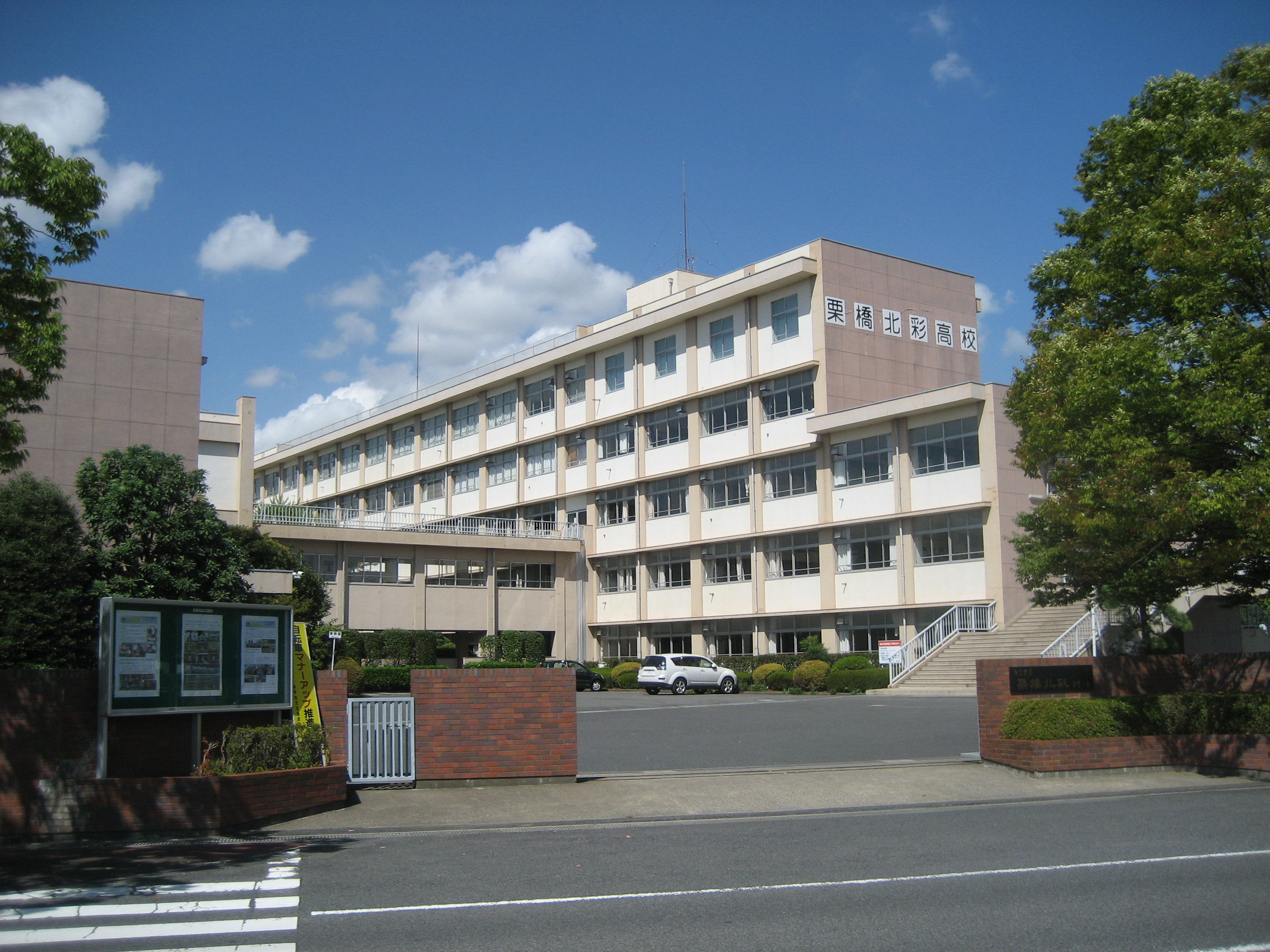
埼玉縣立栗橋北彩高等學校（日语：埼玉県立栗橋北彩高等学校）
- Mammy Mart（日语：マミーマート）栗橋店
- Drugstore Seki栗橋店
- 思夢樂（日语：しまむら）栗橋店
- Boatpier栗橋（日语：ボートピア栗橋）

- 埼玉県立栗橋北彩高校

## 巴士路線
過去茨城急行自動車有運行至古河站西口的巴士，但在2012年4月與古河市循環巴士（ぐるりん號）南路線整合後廢除。
| 乘車處     | 乘車處                         | 系統 | 主要行經地                 | 目的地     |
| ---------- | ------------------------------ | ---- | -------------------------- | ---------- |
| 栗橋站東口 |                                |      | 第四小學校前、二高前、台町 | 古河站西口 |
| 栗橋站東口 | 第四小學校前、古河三高前、台町 |      |                            | 古河站西口 |

## 相鄰車站
東日本旅客鐵道
■宇都宮線
■通勤快速、■快速（含「Rapid」）
通過
■普通
東鷲宮－栗橋－古河
 東武鐵道
 日光線
■急行、■區間急行
南栗橋（TN 03）－栗橋（TN 04）－板倉東洋大前站（TN 07）
■普通
南栗橋（TN 03）－栗橋（TN 04）－新古河（TN 05）

### 媒體報導
1. ↑   (PDF). 東日本旅客鉄道.   [2020-04-30]. （原始内容 (PDF)存档于2019-07-27） （日语）.

### 使用情況
JR、私鐵的1日平均使用人次
1. ↑  各駅の乗車人員 （页面存档备份，存于） - JR東日本
2. ↑  駅情報（乗降人員） （页面存档备份，存于） - 東武鉄道

JR東日本2000年度以後的上車人次
1. ↑  各駅の乗車人員（2000年度） （页面存档备份，存于） - JR東日本
2. ↑  各駅の乗車人員（2001年度） （页面存档备份，存于） - JR東日本
3. ↑  各駅の乗車人員（2002年度） （页面存档备份，存于） - JR東日本
4. ↑  各駅の乗車人員（2003年度） （页面存档备份，存于） - JR東日本
5. ↑  各駅の乗車人員（2004年度） （页面存档备份，存于） - JR東日本
6. ↑  各駅の乗車人員（2005年度） （页面存档备份，存于） - JR東日本
7. ↑  各駅の乗車人員（2006年度） （页面存档备份，存于） - JR東日本
8. ↑  各駅の乗車人員（2007年度） （页面存档备份，存于） - JR東日本
9. ↑  各駅の乗車人員（2008年度） （页面存档备份，存于） - JR東日本
10. ↑  各駅の乗車人員（2009年度） （页面存档备份，存于） - JR東日本
11. ↑  各駅の乗車人員（2010年度） （页面存档备份，存于） - JR東日本
12. ↑  各駅の乗車人員（2011年度） （页面存档备份，存于） - JR東日本
13. ↑  各駅の乗車人員（2012年度） （页面存档备份，存于） - JR東日本
14. ↑  各駅の乗車人員（2013年度） （页面存档备份，存于） - JR東日本
15. ↑  各駅の乗車人員（2014年度） （页面存档备份，存于） - JR東日本
16. ↑  各駅の乗車人員（2015年度） （页面存档备份，存于） - JR東日本
17. ↑  各駅の乗車人員（2016年度） （页面存档备份，存于） - JR東日本
18. ↑  各駅の乗車人員（2017年度） （页面存档备份，存于） - JR東日本
19. ↑  各駅の乗車人員（2018年度） （页面存档备份，存于） - JR東日本
20. ↑  各駅の乗車人員（2019年度） （页面存档备份，存于） - JR東日本

JR、私鐵的統計資料
1. ↑  レポート （页面存档备份，存于） - 関東交通広告協議会
2. ↑  埼玉県統計年鑑 （页面存档备份，存于） - 埼玉県
3. ↑  統計くき （页面存档备份，存于） - 久喜市

埼玉縣統計年鑑
1. ↑  .   [2020-05-03]. （原始内容存档于2020-02-02）.
2. ↑  .   [2020-05-03]. （原始内容存档于2020-02-02）.
3. ↑  .   [2020-05-03]. （原始内容存档于2020-02-02）.
4. ↑  .   [2020-05-03]. （原始内容存档于2020-02-02）.
5. ↑  .   [2020-05-03]. （原始内容存档于2020-02-02）.
6. ↑  .   [2020-05-03]. （原始内容存档于2020-02-02）.
7. ↑  .   [2020-05-03]. （原始内容存档于2020-02-02）.
8. ↑  .   [2020-05-03]. （原始内容存档于2020-02-02）.
9. ↑  .   [2020-05-03]. （原始内容存档于2020-02-02）.
10. ↑  .   [2020-05-03]. （原始内容存档于2020-02-02）.
11. ↑  .   [2020-05-03]. （原始内容存档于2020-02-02）.
12. ↑  .   [2020-05-03]. （原始内容存档于2020-02-02）.
13. ↑  .   [2020-05-03]. （原始内容存档于2020-02-02）.
14. ↑  .   [2020-05-03]. （原始内容存档于2020-02-02）.
15. ↑  .   [2020-05-03]. （原始内容存档于2020-02-02）.
16. ↑  .   [2020-05-03]. （原始内容存档于2020-02-02）.
17. ↑  .   [2020-05-03]. （原始内容存档于2020-02-02）.
18. ↑  .   [2020-05-03]. （原始内容存档于2020-02-02）.
19. ↑  .   [2020-05-03]. （原始内容存档于2020-02-02）.
20. ↑  .   [2020-05-03]. （原始内容存档于2020-03-18）.

## 外部連結
- 車站資訊（栗橋）：東日本旅客鐵道
- 栗橋車站（車站資訊） - 東武鐵道